# Ryszard Zawadzki
Ryszard Józef Zawadzki (ur. 24 sierpnia 1951 w Nysie) – polski polityk, nauczyciel i samorządowiec, poseł na Sejm VI i VII kadencji.

## Życiorys
Z wykształcenia nauczyciel historii i wiedzy o społeczeństwie, ukończył studia na Wydziale Filologiczno-Historycznym Wyższej Szkoły Pedagogicznej w Opolu w 1976 oraz studia podyplomowe z zakresu bezpieczeństwa i ochrony człowieka w środowisku pracy w Centralnym Instytucie Ochrony Pracy w 2000. Od 1986 do 2006 pełnił funkcję dyrektora Zespołu Szkół Budowlanych w Wodzisławiu Śląskim, przekształconym w 1990 w Zespół Szkół Technicznych. W latach 1979–1989 należał do Polskiej Zjednoczonej Partii Robotniczej. W 2006 został powołany na stanowisko zastępcy prezydenta miasta Wodzisław Śląski.
W wyborach parlamentarnych w 2007 uzyskał mandat poselski z listy PO. Kandydując z okręgu rybnickiego, otrzymał 11 113 głosów. W wyborach w 2011 z powodzeniem ubiegał się o reelekcję, dostał 10 108 głosów. W 2015 nie został ponownie wybrany. W 2018 kandydował na burmistrza Pszowa, przegrywając w II turze.